# Gregor Cotič
Gregor Cotič (tudi Zottich), slovenski pomorščak in podjetnik, * okoli 1700, Dornberk, † (?), Trst.
Bil je poveljnik na trgovskih jadrnicah dolge plovbe, kasneje pa ugleden pomorski podjetnik z lastnim trgovskim podjetjem. Svojo  gospodarsko dejavnost pa je širil tudi v ladjedelništvo in nakup novih ladij.